# Oswaldia spectabilis
Oswaldia spectabilis är en tvåvingeart som först beskrevs av Johann Wilhelm Meigen 1824.  Oswaldia spectabilis ingår i släktet Oswaldia och familjen parasitflugor. Arten är reproducerande i Sverige. Inga underarter finns listade i Catalogue of Life.